# 京都聖母女学院短期大学
京都聖母女学院短期大学（きょうとせいぼじょがくいんたんきだいがく、英語: Kyoto Seibo College）は、京都府京都市伏見区深草田谷町1に本部を置いていた日本の私立大学である。1962年に設置され、2018年に廃止された。大学の略称は聖母短大、聖短。

## 概観

### 大学全体
- 京都市伏見区内に所在した日本のカトリック系[3]私立短期大学で設置主体は学校法人聖母女学院。
- 1962年に聖母女学院短期大学として開学。当初は大阪府寝屋川市に所在したが、京都市伏見区にも併設された。1981年度より以後は後者のみとなる。1988年度の学科増設をはじめ3学科体制[注 3]にまで発展したが、2008年度以降より学科及び専攻数の減少が目立つようになる。
- 2016年度の入学生を最後に[注釈 2]、2018年に短期大学としての使命を終える[注釈 3]。
- 幼稚園、小学校、中学、高校が併設されており、短大のあったマザーホールに京都聖母学院保育園と聖母インターナショナルプリスクールが2018年4月から開園されている。

### 建学の精神（校訓・理念・学是）
- 京都聖母女学院短期大学における建学の精神は「カトリックの人間観・世界観に基づく教育を通して、真理を探求し、愛と奉仕と正義に生き、真に平和な世界を築くことに積極的に貢献する人間を育成する。」となっている。

### 教育および研究
- 京都聖母女学院短期大学は児童教育学科が設置されており、小学校・幼稚園教員・保育者養成に力をいれている。
- 生活科学科では、介護職や栄養士の養成に力をいれている。
- 一般教育科目には「伏見・深草学」と称した短大独自の科目がある。

### 学風および特色
- 京都聖母女学院短期大学は1923年ヌヴェール愛徳修道会により大阪市玉造に聖母女学院が創立されたのが起源となっており、キリスト教の思想に基づいた教育がベースとなっている。クリスマスや宗教的行事などがあったる。

## 沿革
- 1951年
  - 3月12日 学校法人が成立する[9]。
- 1962年
  - 1月20日 左記を以て文部省[注 4]より短期大学の設置が認可される[注釈 4]。
  - 4月1日 聖母女学院短期大学が以下の学科体制にて開学[注 5]。
    - 家政科 入学定員60名

  - 5月1日 学生数[13]/定員
    - 家政学科 60[注釈 5]/60
- 1963年
  - 4月1日 家政科の入学定員を60→100に増員[14]。
  - 5月1日 学生数[15]/定員
    - 家政学科 185[注釈 5]/160
- 1964年
  - 5月1日 学生数[16]/定員
    - 家政学科 200[注釈 5]/200
- 1968年
  - 4月1日 以下の学科を増設する[注 6]。
    - 児童教育科 入学定員50名[注 7]

  - 5月1日 学生数[20]/定員
    - 家政学科 323[注釈 5]/200
    - 児童教育科 81[注釈 5]/50
- 1969年
  - 4月1日 児童教育科の入学定員を50→100に増員[注 8]。
- 1970年
  - 5月1日 学生数[24]/定員
    - 家政学科 263[注釈 5]/200
    - 児童教育科 214[注釈 5]/200
- 1972年
  - 4月1日 家政科を家政学科に改称[注釈 6]。
- 1973年
  - 1月26日 専攻科の設置が認められ、以下の課程を設ける[27]。
    - 児童教育専攻 入学定員20名[注 9]
- 1975年
  - 4月1日 児童教育科を児童教育学科に改称[注釈 6]
- 1979年
  - 9月20日 家政学科のキャンパスを児童教育学科と同じ京都府京都市伏見区に移転する[29]。
- 1981年
  - 4月1日 以下、入学定員増あり[30][31][32]。
    - 家政学科 100→160[注釈 7]
    - 児童教育学科 100→160[注釈 7]

  - 5月1日 学生数[34]/定員
    - 家政学科 385[注釈 5]/260
    - 児童教育科 387[注釈 5]/260
- 1985年
  - 5月1日 学生数[35]/定員
    - 家政学科 396[注釈 5]/320
    - 児童教育科 394[注釈 5]/320
- 1986年
  - 4月1日 家政学科を以下の通り専攻分離する[注 10]。
    - 家政専攻 入学定員120名[注釈 8]
    - 食物栄養専攻 入学定員40名[注釈 8]

以下の通り入学定員増あり
- - 5月1日 学生数[41]/定員
    - 家政学科 408[注釈 5]/320
    - 児童教育科 411[注釈 5]/320
- 1987年
  - 5月1日 学生数[42]/定員
    - 家政学科 407[注釈 5]/320
    - 児童教育科 417[注釈 5]/320
- 1988年
  - 4月1日
    - 以下の学科を増設する[注 11]。
      - 国際文化学科 入学定員50名[注 12]

    - 学科を増設に伴い、以下既存の学科において入学定員減あり[注 13]。
      - 家政学科家政専攻 120→100
      - 児童教育学科 160→130

  - 5月1日 学生数[52]/定員
    - 家政学科 385[注釈 5]/300
    - 児童教育科 388[注釈 5]/290
    - 国際文化学科 68[注釈 5]/50
- 1989年
  - 5月1日 学生数[53]/定員
    - 家政学科 378[注釈 5]/280
    - 児童教育科 366[注釈 5]/260
    - 国際文化学科 140[注釈 5]/100
- 1991年
  - 4月1日 国際文化学科の入学定員を50→100[注 14]に増員[注 15]。
  - 5月1日 学生数[59]/定員
    - 家政学科 390[注釈 5]/280
    - 児童教育科 379[注釈 5]/260
    - 国際文化学科 212[注釈 5]/150
- 1992年
  - 5月1日 学生数[注 16]/定員
    - 家政学科 375[注釈 5]/280
    - 児童教育科 382[注釈 5]/260
    - 国際文化学科 274[注釈 5]/200
- 1993年
  - 4月1日
    - 学科及び専攻名称を以下の通り改称する。
      - 家政学科→生活科学科
        - 家政専攻→生活科学専攻

    - 専攻科に以下の課程が増設される[注 17]。
      - 国際文化専攻 入学定員10名

  - 5月1日 学生数[63]/定員
    - 生活科学科 185[注釈 5]/140
      - 家政学科 188[注釈 5]/140

    - 児童教育学科 274[注釈 5]/260
    - 国際文化学科 402[注釈 5]/200
- 1997年
  - 4月1日 この年度の入学生より、専攻科児童教育専攻の修業年限を1年制から2年制に変更される[注 18]。
- 1999年
  - 5月1日 学生数[66]/定員
    - 生活科学科 345[注釈 5]/280
    - 児童教育科 325[注釈 5]/320
    - 国際文化学科 155[注釈 5]/200
- 2002年
  - 4月1日 国際文化学科を以下の専攻課程に分離される[注 19]。
    - 国際福祉専攻 入学定員60名
    - 英語コミュニケーション専攻 入学定員40名
- 2006年
  - 4月1日 児童教育学科の入学定員を130→150に増員[注 20]。
- 2007年
  - 4月1日 以下の学科については、この年度で学生募集を最終とする[注 21]。
    - 国際文化学科英語コミュニケーション専攻[注 22]
- 2008年
  - 4月1日 この年度における変更点は以下の通りとなっている[注 23]。
    - 入学定員の変更
      - 生活科学科生活科学専攻 100→80
      - 児童教育学科 150→170[注 24]

    - 学科及び専攻名称の変更あり。
      - 国際文化学科国際福祉専攻→生活科学科生活福祉専攻
- 2009年
  - 4月1日 以下の学科・専攻については、この年度で学生募集を最終とする[注 25]。
    - 生活科学科生活福祉専攻[注 26]
- 2010年
  - 4月1日 以下、入学定員の変更あり[注 27]。
    - 生活科学科生活科学専攻 80→100
    - 児童教育学科 170→150
- 2011年
  - 4月1日 以下、変更あり[注 28]。
    - 聖母女学院短期大学→京都聖母女学院短期大学
    - 生活科学科
      - 生活科学専攻→キャリアデザイン専攻
- 2014年
  - 4月1日 生活科学科キャリアデザイン専攻の入学定員を100→60に減員[注 29]。
- 2015年
  - 4月1日 以下の学科については、この年度で学生募集を最終とする[注 30]。
    - 生活科学科キャリアデザイン専攻
- 2016年
  - 4月1日 この年度で短期大学としての学生募集を最終とする[注釈 2]。
    - 生活科学科食物栄養専攻の入学定員を40→60に増員[90][91]。
- 2018年
  - 9月26日 左記をもって正式に廃止となる[注釈 3]。

## 基礎データ

### 所在地
- 京都市伏見区深草田谷町1[注釈 1]

### 当時の交通アクセス
- 京阪本線藤森駅下車。

### 象徴
- 京都聖母女学院短期大学のカレッジマークは盾をイメージしており、その中央部には「聖母」の文字が記されている[注釈 4]。

#### 学科
学科の変遷
- 生活科学科
  - 生活科学専攻→キャリアデザイン専攻 入学定員100名[注 31]
    - 「情報ビジネス」、「ファッションアパレル」、「建築インテリア」、「ケアマネジメント」、「心理・医療ビジネス」の各コースを置く。

  - 生活福祉専攻 入学定員50名[注 32]
  - 食物栄養専攻 入学定員60名[注釈 9]
    - 「メディカル栄養」、「栄養教諭」コースを置く。
- 児童教育学科 入学定員150名[注釈 9]
  - 「こども教育コース」と「こども保育コース」を置く。
- 国際文化学科
  - 国際福祉専攻→生活科学科生活福祉専攻
  - 英語コミュニケーション専攻 入学定員40名[注 33]

#### 専攻科
- 児童教育専攻 入学定員30名[注釈 10]
  - 本学のみならず幼稚園や小学校の教職免許を有しない大学や短期大学卒業者も入学できる。
大学評価・学位授与機構による認定専攻科なので専攻科を修了(見込)の上、同機構の審査に合格することにより学士の学位が授与されたときには大学院への進学が認められる。
- 国際文化専攻 入学定員10名[注 34]
  - 英米文化研究・英語コミュニケーション専攻・国際事情研究などの科目があった。修業年限は1年制となっていた。

#### 別科
- なし

##### 取得資格について
資格
- 栄養士：生活科学科食物栄養専攻にて設置されていた。
- 介護福祉士：旧来は国際文化学科国際福祉専攻だったが、2008年度の学科再編により生活科学科生活福祉福祉専攻に変更された。
- 保育士：児童教育学科

受験資格
- フードスペシャリスト：生活科学科生活科学専攻食デザインコース
- 二級建築士：生活科学科生活科学専攻住居インテリアコース

教職課程
- 栄養教諭二種免許状：生活科学科食物栄養専攻[注 35]
- 小学校教諭二種免許状・幼稚園教諭二種免許状が児童教育学科にて取得できた。
- 生活科学科生活科学専攻にて中学校教諭二種免許状（家庭）の教職課程も設けられていた[注 36]。

### 研究
- 『京都聖母女学院短期大学研究紀要』[104]
- 『聖母女学院短期大学研究紀要』[105]
- 聖母女学院短期大学伏見学研究会/編『伏見の現代と未来』[106]
- 『伏見学ことはじめ』[107]

## 学生生活

### 部活動・クラブ活動・サークル活動
- 京都聖母女学院短期大学のクラブ活動
  - 体育系：バドミントン・テニス・バスケットボール・バレーボールほか
  - 文化系：ハンドベル・煎茶ほか

### 学祭
- 京都聖母女学院短期大学の大学祭は「聖母祭」又は「St.Mary Festival」と呼ばれ、毎年概ね、11月第1土曜日又は第2土曜日に行われていた。

## 施設

### キャンパス
- 旧　京都聖母女学院短期大学には、「短期大学本館」・「マリアンホール」・「マザーホール」などがあった。

## 対外関係

### 他大学との協定

#### 国内
- 放送大学[108]

#### オーストラリア
- オーストラリアン・カトリック大学

#### イギリス
- ペンブロクシャー大学
- ノッテンガムトレント大学

### 系列校
- 京都
  - 京都聖母学院高等学校
  - 京都聖母学院中学校
  - 京都聖母学院小学校
  - 京都聖母学院幼稚園
  - 京都聖母学院保育園
  - 聖母インターナショナルプリスクール
- 大阪
  - 香里ヌヴェール学院中学校・高等学校
  - 香里ヌヴェール学院小学校

## 社会との関わり
- 公開講座を行っている。

## 卒業後の進路について

### 編入学・進学実績
- 聖母女学院短期大学専攻科へ進学者が多かった。ちなみに大学への編入学実績は以下の通りである。
- 生活科学科
  - 生活科学専攻：関西大学・同志社女子大学・京都産業大学・奈良女子大学ほか
  - 食物栄養専攻：大阪経済大学ほか
- 児童教育学科：大阪教育大学・中京大学・佛教大学・立命館大学・聖和大学ほか
- 国際文化学科
  - 国際福祉専攻：京都ノートルダム女子大学・佛教大学・龍谷大学・梅花女子大学ほか
  - 英語コミュニケーション専攻：明治学院大学・愛知学院大学・京都産業大学・京都精華大学・種智院大学・同志社女子大学・関西大学・帝塚山学院大学ほか